# Grosse Schlenkerspitze
Grosse Schlenkerspitze är en bergstopp i Österrike.   Den ligger i distriktet Imst och förbundslandet Tyrolen, i den västra delen av landet, 400 km väster om huvudstaden Wien. Toppen på Grosse Schlenkerspitze är 2 792 meter över havet, eller 423 meter över den omgivande terrängen. Bredden vid basen är 5,6 km.
Terrängen runt Grosse Schlenkerspitze är huvudsakligen bergig. Närmaste större samhälle är Imst, 9,4 km öster om Grosse Schlenkerspitze. 
I omgivningarna runt Grosse Schlenkerspitze växer i huvudsak barrskog. Runt Grosse Schlenkerspitze är det ganska glesbefolkat, med 27 invånare per kvadratkilometer.